# Melchior Treub
Pour les articles homonymes, voir Treub.
Melchior Treub est un botaniste néerlandais, né le 26 décembre 1851 à Voorschoten et mort le 3 octobre 1910 à Saint-Raphaël, en France.

## Biographie
Il fait ses études à l’université de Leyde et obtient un doctorat en Biologie et histoire naturelle en 1873. Il devient botaniste-assistant à Leyde avant de partir diriger le jardin botanique de Buitenzorg à Java. En 1885, il devient le directeur du département de l’agriculture au sein de la Compagnie néerlandaise des Indes orientales. Il est fait membre de la Royal Society en 1899. Il reçoit la Médaille linnéenne en 1907.

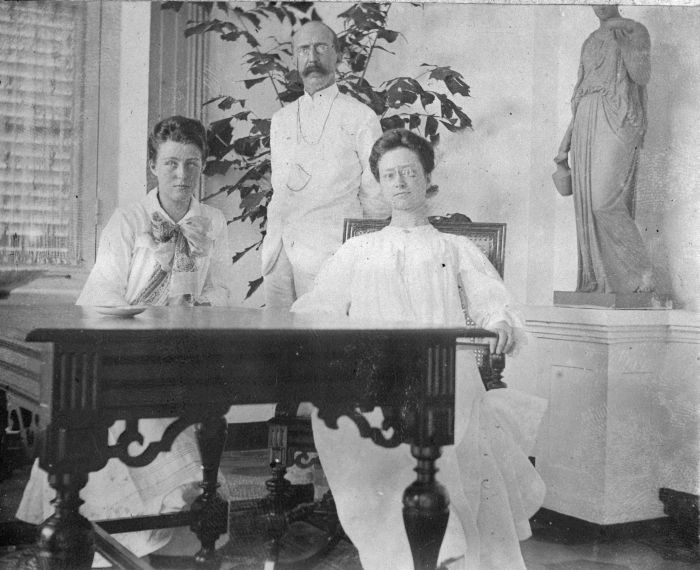
Melchior, Netty et Louise Treub dans le jardin botanique de Buitenzorg, 15 juin 1904.
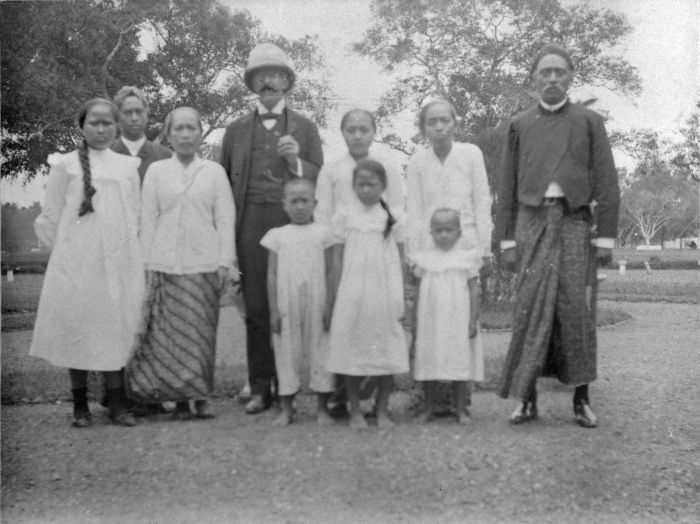
Melchior Treub en compagnie du regent de Karanganyar et sa famille (3 août 1904).